# هاري غوف
هاري غوف (بالألمانية: Harry Gove) (و. 1922 – 2009 م) هو فيزيائي، وأستاذ جامعي من كندا . ولد في نياجارا فولز (أونتاريو) .
توفي في تورونتو ، عن عمر يناهز 87 عاماً.